# Gordius interjectus
Gordius interjectus är en djurart som tillhör fylumet tagelmaskar, och som beskrevs av Heinze 1940. Gordius interjectus ingår i släktet Gordius, och familjen Gordiidae. Inga underarter finns listade i Catalogue of Life.